# Darea cicutaria
Darea cicutaria là một loài thực vật có mạch trong họ Aspleniaceae. Loài này được (Sw.) Willd. miêu tả khoa học đầu tiên năm 1810.